# Robert Gruberbauer
Robert Gruberbauer (29 novembre 1988) è un ex calciatore austriaco, di ruolo attaccante.